# Halichoanolaimus duodecimpapillatus
Halichoanolaimus duodecimpapillatus is een rondwormensoort uit de familie van de Selachinematidae. De wetenschappelijke naam van de soort is voor het eerst geldig gepubliceerd in 1954 door Timm.